# Trinidad en Tobago
De Republiek Trinidad en Tobago (Engels: Republic of Trinidad and Tobago) is een land gelegen in de zuidoostelijke hoek van de Caribische Zee, voor de kust van Venezuela. Het bestaat uit twee grote eilanden en een aantal kleinere eilandjes. Het grootste eiland is Trinidad; het eiland Tobago is veel kleiner en veel minder bevolkt. Beide eilanden maken deel uit van de Bovenwindse Eilanden van de Kleine Antillen.

## Geschiedenis

### Prekoloniale geschiedenis
De eerste menselijke samenlevingen op Trinidad en Tobago zijn meer dan 7000 jaar oud. De eerste bewoners van Trinidad waren waarschijnlijk afkomstig uit noordoostelijk Zuid-Amerika en zijn rond 4000 v.Chr. in Trinidad aangekomen. Deze eerste bewoners worden aangeduid als de Archaiers of Ortorioden. Deze bevolking domineerde het gebied tot ongeveer 200 v.Chr..
Vanaf ongeveer 250 v.Chr. betraden de Saladoiden Trinidad en Tobago. Na 250 betrad een derde groep, de Barrancoiden de eilanden. Rond het jaar 650 betrad een nieuwe groep, de Arauquinoide de eilanden. Rond 1300 arriveerde de vijfde en laatste precolumbiaanse bevolking op Trinidad en Tobago.

### Koloniale geschiedenis
Het eerste contact met Europeanen vond plaats toen Christoffel Columbus op de eilanden aankwam in 31 juli 1498. Hij vernoemde Trinidad naar de Heilige drie-eenheid (Spaans trinidad betekent drie-eenheid) en Tobago werd door hem Bella Forma (nl: Prachtige formatie) genoemd. Later werd dit echter veranderd in Tobago, waarschijnlijk ontleend aan het woord tabak.
De Spanjaarden vestigden zich op Trinidad, ondertussen veranderde Tobago regelmatig van Europese heerser, maar de nederzettingen op beide eilanden waren klein en onderontwikkeld. De opeenvolgende landen waren er voornamelijk op uit om Tobago vrij te houden van zeerovers. In 1652 werd het eiland gekoloniseerd door Koerland. Nederland veroverde het in 1655, maar kort daarna ging het weer over op de vorige heerser. In de 18e eeuw verkregen de Britten beide eilanden en ze werden in 1889 samengevoegd tot de kolonie Trinidad en Tobago.
Bij het uitbreken van de Tweede Wereldoorlog was Trinidad een belangrijke overslagplaats voor bauxiet. Het werd met kleine schepen vanuit Suriname aangevoerd en in de haven van Port of Spain overgeslagen in grotere schepen voor verder transport. Bauxiet was essentieel voor de vliegtuigindustrie en het Amerikaanse leger wilde de aanvoer veiligstellen en stuurde militairen naar het eiland. Trinidad produceerde ook zo'n drie miljoen ton aardolie op jaarbasis en verder werd veel asfalt geproduceerd uit Pitch Lake. Het was verder ook een belangrijk tussenstation voor scheep- en luchtvaartverkeer tussen de Verenigde Staten en Zuid-Amerika en West-Afrika. Aan het einde van de oorlog werd de luchtmachtbasis Waller Field gebruikt voor het repatriëren van Amerikaanse soldaten. Op 10 september 1945 werden de activiteiten van het Amerikaanse leger op het eiland officieel gestaakt. Na de oorlog bleef de Amerikaanse marine met een basis op Trinidad aanwezig.

### Onafhankelijke geschiedenis
In de aanloop naar onafhankelijkheid werd in 1958 de West-Indische Federatie gevormd door het Verenigd Koninkrijk waar Trinidad en Tobago deel van uitmaakten. In 1961 stapte Jamaica uit de West-Indische Federatie uit onvrede over de geringe zeggenschap ten opzichte van het bevolkingsaantal en de uitblijvende onafhankelijkheid. Dit bracht Trinidad en Tobago in een vergelijkbare positie, waarop premier Williams de eilanden terugtrok uit de federatie, die niet lang daarna werd opgeheven.
Op 31 augustus 1962 werd Trinidad en Tobago onafhankelijk met Eric Williams als eerste prime minister, wat hij zou blijven tot zijn dood in 1981. Trinidad en Tobago was aanvankelijk een monarchie met de Britse koningin als staatshoofd. In 1976 werd de monarchie afgeschaft en de republiek uitgeroepen.
In 1963 gaven de Amerikanen onder grote druk van Williams de marinehaven Chaguaramas terug aan Trinidad en Tobago.
De werkloosheid groeide daarna en vanaf 1968 kreeg de Black-Power-beweging uit de Verenigde Staten ook in Trinidad en Tobago aanhang. In 1970 escaleerde dit tot de dreigende Black Power Revolution. Naast het uitroepen van de noodtoestand poogde Williams de spanningen te verminderen met redevoeringen waarin hij aangaf achter het gedachtegoed van Black Power te staan. Hij bracht ook veranderingen aan in zijn kabinet, waaronder het verwijderen van twee blanke ministers.
In het begin van de 21e eeuw is het land een van de welvarendste in het Caribische gebied, wat vooral te danken is aan het winnen en verwerken van olie en aardgas. Toerisme, waarvan het meeste op Tobago, is doel van expansie en is groeiende.

## Geografie
Het eiland Trinidad ligt op iets meer dan 10 kilometer van de noordoostkust van Venezuela, voor de Orinocodelta. Het is ongeveer 60 kilometer lang en maximaal 80 km breed en de oppervlakte is iets meer dan 4800 km². Tobago is met zo’n 300 km² een stuk kleiner en is maximaal 42 kilometer lang en 13 km breed. Het eiland ligt op ongeveer 30 km ten noordoosten van Trinidad.
Het terrein van de eilanden bestaat hoofdzakelijk uit vlaktes, al bereikt El Cerro del Aripo een hoogte van 940 meter op Trinidad. El Tucuche is met 936 meter net iets lager, maar ligt ook in een dezelfde bergketen in de noorden van het eiland, parallel aan de kust. Er stromen diverse rivieren en de Ortoire is met 50 kilometer de langste. De Caroni stroomt door het dichtstbevolkte deel van het eiland en mondt uit in de Golf van Paria. Tobago is bergachtig en de hoogste piek ligt op 640 meter boven zeeniveau. Het eiland is gevormd door vulkanen, maar deze zijn niet meer actief.
Het klimaat is tropisch met een regenseizoen in de tweede helft van het jaar. De gemiddeld jaartemperatuur ligt rond de 26°C. Anders dan andere Caraïbische eilanden, hebben Trinidad en Tobago maar in zeldzame gevallen te maken met tropische stormen. In augustus 1974 trok orkaan Alma over de eilanden.

## Bestuurlijke indeling
Trinidad en Tobago is bestuurlijk onderverdeeld in negen regio's, drie boroughs (Arima, Chaguanas en Point Fortin)
en twee steden (Port of Spain en San Fernando).

## Politiek
- staatshoofd: president Christine Kangaloo (sinds 2023)
- regeringsleider: minister-president Kamla Persad-Bissessar (sinds 2025)

Het staatshoofd van Trinidad en Tobago is de president, die wordt gekozen door het parlement. Dit parlement bestaat uit twee kamers: de Senaat (31 zetels) en het Huis van afgevaardigden (41 zetels). De leden van de Senaat worden aangesteld door de president, de leden van het Huis van afgevaardigden worden gekozen door de bevolking, door middel van vijfjaarlijkse verkiezingen.
De minister-president, die aan het hoofd staat van het Huis van afgevaardigden, wordt aangesteld door de president; normaal gesproken wordt de leider van de grootste partij gekozen.
De huidige regeringspartij (sinds 2015) is die van de Nationale Volksbeweging (en: People's National Movement), de oppositie is het Verenigd Nationaal Congres (en: United National Congress).

## Bevolking

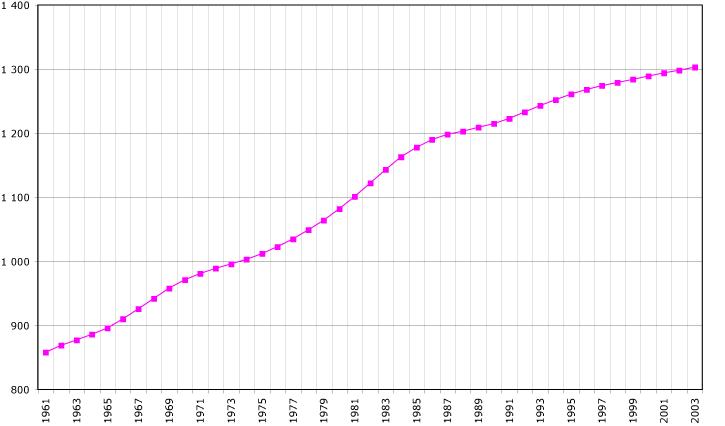
De bevolkingsgroei van Trinidad en Tobago

De inwoners van Trinidad en Tobago worden Trinidadianen genoemd. De meerderheid van de bevolking woont op Trinidad, waar zich ook de meeste en belangrijkste steden bevinden, inclusief de hoofdstad Port of Spain. De grootste plaats op Tobago is Scarborough.
De twee meest dominante etnische groepen zijn de afstammelingen van door de Engelsen uit Afrika weggevoerde slaven (39,5 %) en de afstammelingen van contractarbeiders uit Brits-Indië (40,3 %). De bekendste vertegenwoordiger van de laatste groep is de schrijver en Nobelprijswinnaar V.S. Naipaul. De rest van de bevolking bestaat uit mensen van gemengde afkomst.
Er zijn veel religieuze richtingen in Trinidad en Tobago. De twee grootste zijn het rooms-katholicisme en het hindoeïsme. Het anglicanisme en de islam hebben een kleinere groep aanhangers.
Het Engels is de enige officiële taal. Lokale varianten van het Engels-Creools worden echter het meest gesproken. Daarnaast wordt de lokale variant van het Caribisch Hindoestani, het Trinidad Bhojpuri, lokaal bekend onder de naam "Hindi", door een kleine groep Indiase Trinidadianen gesproken.
Patois wordt tegenwoordig nog maar amper gesproken. De overheid stimuleert het leren van Spaans, in verband met de ligging van Trinidad en Tobago voor de kust van Spaanstalig Zuid-Amerika.

## Cultuur
Trinidad en Tobago zijn beroemd om de oorsprong van de calypso-muziek, evenals de muziek van de steeldrum. De diverse culturele en godsdienstige achtergrond van de Trinidadianen maakt het mogelijk dat er het hele jaar door vele festiviteiten en ceremonies gehouden worden.
Een ander muziekgenre dat op Trinidad en Tobago is ontstaan is soca, een mengeling van calypso met andere muziekgenres.

## Economie
In de jaren vijftig van de 20e eeuw kende Trinidad en Tobago een hoge economische groei. De inkomsten uit de oliewinning, die medio jaren dertig al zo’n 3 miljoen ton op jaarbasis bedroeg, legde hiervoor een goede basis. Een beleid van importsubstitutie leidde tot een productiestijging en veel bouwactiviteiten. In de jaren zestig werden de grenzen hiervan bereikt en de economische groei trok pas weer aan na de oliecrisis van 1973 toen de olieprijzen verviervoudigden. Tussen 1973 en 1979 groeide de economie met bijna 10% op jaarbasis. Begin jaren tachtig maakte de energiesector een kwart van het bruto binnenlands product (BBP) uit en zo’n 80% van de exportopbrengsten. Met een inkomen van US$ 7000 per hoofd behoorde het al tot de rijkere landen van het westelijk halfrond.
Eind jaren tachtig en begin jaren negentig werd ten oosten van Trinidad veel aardgas in de zeebodem aangetoond. Aanvankelijk werd het gas gebruikt voor de ontwikkeling van een eigen energie-intensieve industrie, maar dit leidde niet tot een economisch succes. Begin jaren negentig waren de aangetoonde gasreserves groot genoeg om een miljardeninvestering in installaties voor het maken van vloeibaar aardgas (lng) te rechtvaardigen. Atlantic LNG kwam in 1999 in productie en in 2006 was de totale jaarcapaciteit op zo’n 15 miljoen ton lng uitgekomen. Aardgas werd het belangrijkste exportproduct en ook de overheidsinkomsten namen hierdoor sterk toe. Het BBP per hoofd verviervoudigde van US$ 4475 in 1998 naar US$ 21.130 in 2008. Na 2008 beweegt het BBP sterk op de ontwikkeling van de internationale gasprijzen; deze volgen de olieprijs. In 2015 halveerde de olieprijs en ook de gasprijzen daalden fors. De overheidsinkomsten stonden onder neerwaartse druk met een fors tekort op de begroting als gevolg en de staatsschuld begon te stijgen.
Vanaf 2010 begon de gasproductie te dalen, van 40 miljard m³ per jaar, via 34 miljard m³ in 2018 en 25 miljard miljard m³ in 2023 hetgeen de problemen voor het land verergerde. De gasreserves werden eind 2020 geraamd op zo'n 300 miljard m³ en bij een gelijkblijvende productie zijn over acht jaar de gasreserves uitgeput.
| Jaar | BBP (in miljarden US$) | BBP per hoofd (in US$) | BBP per hoofd (in US$, PPP) | Reële groei (% mut JoJ) | Inflatie (% mut JoJ) | Saldo overheids- begroting (in % BBP) | Netto- staats- schuld (in % BBP) | Saldo lopende rekening (in % BBP) |
| ---- | ---------------------- | ---------------------- | --------------------------- | ----------------------- | -------------------- | ------------------------------------- | -------------------------------- | --------------------------------- |
| 1980 | 6,3                    | 5848                   | 6007                        | 10,4%                   | 17,5%                | -                                     | -                                | 5,6%                              |
| 1990 | 5,2                    | 4222                   | 6314                        | 1,5%                    | 11,1%                | −1,3%                                 | -                                | 8,9%                              |
| 2000 | 8,3                    | 6546                   | 13.011                      | 6,9%                    | 3,5%                 | 0,2%                                  | 32,8%                            | 6,6%                              |
| 2005 | 16,2                   | 12.472                 | 20.509                      | 5,9%                    | 6,8%                 | 2,5%                                  | −2,7%                            | 24,0%                             |
| 2010 | 22,5                   | 16.957                 | 26.639                      | 3,5%                    | 10,5%                | 0,1%                                  | −11,6%                           | 18,5%                             |
| 2015 | 27,0                   | 19.723                 | 31.447                      | −0,8%                   | 4,7%                 | −7,3%                                 | −16,2%                           | 7,6%                              |
| 2020 | 20,8                   | 14.868                 | 36.005                      | −9,1%                   | 0,6%                 | −11,8%                                | 9,2%                             | −6,5%                             |

## Fauna en flora
Trinidad en Tobago kent een rijke variatie aan fauna en flora. Er komen op de eilandengroep 472 soorten vogels, 100 soorten zoogdieren, 70 soorten reptielen en 620 soorten vlinders voor. Een deel van de diersoorten is endemisch. Trinidad kent 3300 soorten planten waarvan 59 soorten endemisch zijn.
Omdat Trinidad dichter bij het vasteland van Zuid-Amerika ligt is de biodiversiteit er groter dan op Tobago. Ongeveer de helft van 485 soorten vogels die op Trinidad leven komen ook op Tobago voor.
Liefhebbers van ornithologie gaan op beide eilanden op zoek naar vogelsoorten als de prachtmanakin, Trinidadmotmot, Gekraagde trogon. De witstaartsabelvleugel komt enkel voor op Tobago, terwijl de rode ibis wel op Trinidad te vinden is.
De biodiversiteit van Tobago is nog steeds veel groter dan de andere eilanden van de antillen omdat de ligging voor de kust van Venezuela het mogelijk maakt dat dier- en plantensoorten zich op beide eilanden makkelijker kunnen vestigen. Vanwege het zoete water van de Orinocorivier is het koraal op Tobago meer ontwikkeld dan op Trinidad.

## Sport
De spelers van de nationale voetbalelftal van Trinidad en Tobago worden de Soca Warriors genoemd. Ze wisten zich, onder leiding van de Nederlandse bondscoach Leo Beenhakker, in 2005 voor het eerst te plaatsen voor het WK, dat in 2006 in Duitsland werd gehouden. De spelmaker van Trinidad en Tobago was toen Dwight Yorke (1971); hij heeft bij onder andere Manchester United gevoetbald. De keeper was Shaka Hislop (1969) van West Ham United FC.
Op 13 augustus 2017 won Trinidad en Tobago tijdens de Wereldkampioenschappen atletiek in Londen het wereldkampioenschap mannen 4x400 meter estafette. Ze versloegen in de finale de onverslaanbaar geachte Amerikanen.
In het cricket is Trinidad en Tobago onderdeel van het West-Indisch cricketelftal. Hiermee zijn grote successen behaalde (meerdere wereldkampioenschappen). Brian Lara, een van de beste batsmen uit de geschiedenis, is van Trinidad en Tobago afkomstig.

## Mensenrechten
Volgens berichten van Amnesty International vinden in Trinidad en Tobago martelingen en oneerlijke processen plaats en wordt de doodstraf oneigenlijk toegepast.
Sinds 2018 is homoseksualiteit niet meer strafbaar op Trinidad en Tobago.

## Bekende personen afkomstig van Trinidad en Tobago
- Haddaway, zanger
- Dwight Yorke, voetballer
- Billy Ocean, Britse, van oorsprong Trinidadiaanse zanger (geboren als Lester Charles)
- Jimmy Ross (1936-2000), zanger
- Nicki Minaj, zangeres/rapper
- Khaleem Hyland, voetballer
- Sheldon Bateau, voetballer
- Brian Lara, cricketer
- V.S. Naipaul, auteur en winnaar Nobelprijs literatuur, 2001
- Ato Boldon, atleet
- Calypso Rose, zangeres en songwriter
- Don Warrington, acteur
- Mac & Katie Kissoon, zangduo